# Erysimum nevadense
Erysimum nevadense là một loài thực vật có hoa trong họ Cải. Loài này được Reut. mô tả khoa học đầu tiên năm 1855.